# Enicoscolus hardyi
Enicoscolus hardyi är en tvåvingeart som beskrevs av Fitzgerald 1997. Enicoscolus hardyi ingår i släktet Enicoscolus och familjen hårmyggor. Inga underarter finns listade i Catalogue of Life.